# Цифровая валюта
Цифровая (электронная) валюта — электронные деньги, которые используются как альтернативная или дополнительная валюта. Чаще всего их стоимость привязана к национальным валютам, но есть и другие базы для обмена. Привязка может быть к драгоценным металлам (E-gold, WebMoney Gold — WMG), также встречается плавающий валютный курс (bitcoin и другие криптовалюты). О планах по выпуску своих национальных цифровых валют сообщали правительства или центробанки Китая, Японии, Эквадора, Нидерландов, Казахстана, России, Белоруссии.
В отличие от валют в виртуальных экономиках (например в онлайн-играх), цифровые валюты используются для покупок реальных товаров и услуг напрямую. Несмотря на это, цифровые валюты могут также называть виртуальными валютами, употребляя данное выражение в качестве синонима. ЕЦБ под цифровой валютой понимает любую валюту в цифровой (нематериальной) форме как то: (1) записи на банковских счетах, (2) электронные деньги и (3) виртуальные валюты (которые, в отличие от электронных денег, не имеют материального эквивалента с тем же названием, являющимся законным средством платежа). ФБР и FinCen в своих официальных документах используют термин «виртуальная валюта» как общий и единственный.
В докладе «Центральные банки и цифровые валюты», который чиновник Банка Англии Бен Бродбент в 2016 году сделал в Лондонской школе экономики были предложены варианты использования цифровых валют центральными банками.

## Трактовки некоторых регулирующих и правительственных органов
В октябре 2012 года Европейский центральный банк распространил доклад «Схемы виртуальных валют». В нём отмечается, что в некоторых случаях «виртуальные сообщества» создают и распространяют свою собственную цифровую валюту для обмена товарами (услугами) и единицы учёта. В докладе Виртуальная валюта определяется как один из видов нерегулируемых [государством] цифровых денег, которые создаются и контролируются обычно разработчиками, и принимаемые среди членов определённого «виртуального сообщества».
20 марта 2013 года комиссия по финансовым преступлениям (англ. FinCEN) при министерстве финансов США издала документ, содержащий толкование применимости американского Закона о банковской тайне (англ. Bank Secrecy Act) при создании, обмене и передаче виртуальных валют.
По классификации комиссии, выделяется «реальная валюта» — монеты и бумажные деньги США или любой другой страны, которые:
1. Являются законным средством платежа
2. Обращаются
3. Общеприняты в качестве средства обмена в стране-эмитенте.

«Виртуальная валюта» — средство обмена, которое действует как валюта в некоторых сферах, но не имеет всех атрибутов реальной валюты. В частности, виртуальная валюта не имеет статуса законного средства платежа ни в одной юрисдикции. Виртуальная валюта считается «конвертируемой», если она имеет эквивалент в реальной валюте или действует как заменитель реальной валюты.

## Криптовалюты
У криптовалют, таких как Bitcoin, Litecoin и PPCoin, эмиссия и учёт основаны на криптографии и методах защиты Proof-of-work или Proof-of-stake, причём это происходит децентрализованно в распределённой компьютерной сети.

## Список цифровых валют
- Liberty Reserve
- Perfect Money

### Распространённые криптовалюты
Список наиболее популярных криптовалют. Общее их число в конце ноября 2013 года превышало 80.
| Валюта   | Код | Год появления | Автор            | Активность | Сайт         | Капитализация (Май 2013) | Примечание |
| -------- | --- | ------------- | ---------------- | ---------- | ------------ | ------------------------ | --- |
| Bitcoin  | BTC | 2009          | Satoshi Nakamoto | Да         | bitcoin.org  | ~1 миллиард USD          | Первая и самая популярная криптовалюта, SHA-256, proof-of-work                                                              |
| Litecoin | LTC | 2011          | Coblee           | Да         | litecoin.org | ~38 миллионов USD        | Scrypt, proof-of-work |
| Namecoin | NMC | 2011          | Vinced           | Да         | dot-bit.org  | ~4,5 миллиона USD        | SHA-256, proof-of-work. Создана для использования в качестве децентрализованного DNS для затруднения интернет-цензуры.      |
| NXT      | NXT | 2013          | BCNext           | Да         | nxt.org      | ~26 миллиона USD         | SHA-256, proof-of-stake; создана для использования в качестве платёжного инструмента на децентрализированной платформе Nxt. |
| PPCoin   | PPC | 2012          | Sunny King       | Да         | ppcoin.org   | ~4 миллиона USD          | SHA-256, гибридный механизм proof-of-work/proof-of-stake, не имеет верхнего предела на общий объём эмиссии.                 |

### Прочие
| Валюта                                    | Код | Год появления | Основатель   | Активность | Управление                 | Сайт       | Примечание                                                  |
| ----------------------------------------- | --- | ------------- | ------------ | ---------- | -------------------------- | ---------- | ----------------------------------------------------------- |
| e-gold, e-silver, e-platinum, e-palladium |     | 1996          |              | Нет        | Gold & Silver Reserve Inc. | e-gold.com |                                                             |
| Digital Monetary Trust                    |     | 1999          |              | Нет        | James Orlin Grabbe         | DMT Guide  |                                                             |
| Ripple                                    | XRP | 2005          | jed/OpenCoin | Да         | OpenCoin Inc.              | ripple.com | Первоначально код был закрыт, с осени 2013 года код открыт. |
| Ven                                       |     | 2007          |              | Да         | Hub Culture                | ven.vc     |                                                             |

## Критика
- Разработчик клиента сети Bitcoin Гэвин Андресен высказал озабоченность тем, что некоторые криптовалюты могут быть мошенническими.
- Кроме криптовалют, все другие цифровые валюты централизованные, что позволяет правительству закрыть их в любое время.